# アンドレウ・フォンタス
アンドレウ・フォンタス・プラット（Andreu Fontàs Prat, 1989年11月14日 - ）は、スペイン・バニョラス出身の元サッカー選手。現役時代のポジションはディフェンダー（センターバック）。

## 経歴
1995年から2006年まではCDバニョラスの下部組織に在籍し、2006年から1年間はジローナFCの下部組織でプレーした。2007年にFCバルセロナの下部組織に加入し、2008年にFCバルセロナ・アトレティック昇格を果たした。
2009年8月31日のスポルティング・デ・ヒホン戦終了間際にジェラール・ピケと代わってピッチに入り、トップチーム初出場を果たした。2009-10シーズン序盤はジョゼップ・グアルディオラ監督によってたびたびトップチームに招集され、スーペルコパ・デ・エスパーニャのアスレティック・ビルバオ戦やUEFAスーパーカップのFCシャフタール・ドネツク戦などでベンチ入りしたが、試合に出場することはなかった。2010年11月20日、UDアルメリア戦でリーグ戦初先発し、持ち味である正確なフィードでペドロ・ロドリゲスのゴールをアシストし、8-0の勝利に貢献した。12月7日、UEFAチャンピオンズリーグのFCルビン・カザン戦で同大会初出場を飾り、ティアゴ・アルカンタラのパスを受けて同大会初得点となる先制点を挙げた。2010-11シーズンはエリック・アビダルが肝腫瘍によって長期離脱していたこともあり、トップチームで公式戦8試合に出場した。
2011年7月、クラブと2012年6月末まで、契約解除金3000万ユーロという条件でプロ契約を結び、この契約は2011年10月に、契約解除金が7000万ユーロに引き上げられるとともに、2015年末までに延長された。
2012年10月15日、RCDマヨルカへ1年間のレンタル移籍が決まった。
2013年6月20日、セルタ・デ・ビーゴへ3年契約で完全移籍。
2018年8月8日、2022年までの契約でメジャーリーグサッカーのスポルティング・カンザスシティへ移籍した。

## 所属クラブ
- 2008-2011  FCバルセロナB
- 2009-2013  FCバルセロナ

→2012.10-2013  RCDマヨルカ (loan)
- 2013-2018  セルタ・デ・ビーゴ
- 2018-2024  スポルティング・カンザスシティ

## 個人成績
2011年5月21日時点
| クラブ        | シーズン | 国内リーグ | 国内リーグ | 国内カップ | 国内カップ | 欧州カップ | 欧州カップ | その他 | その他 | 通算 | 通算 |
| クラブ        | シーズン | 出場       | 得点       | 出場       | 得点       | 出場       | 得点       | 出場   | 得点   | 出場 | 得点 |
| ------------- | -------- | ---------- | ---------- | ---------- | ---------- | ---------- | ---------- | ------ | ------ | ---- | ---- |
| FCバルセロナB | 2008-09  | 20         | 0          | -          | -          | -          | -          | -      | -      | 20   | 0    |
| FCバルセロナB | 2009-10  | 27         | 1          | -          | -          | -          | -          | -      | -      | 27   | 1    |
| FCバルセロナB | 2010-11  | 25         | 1          | -          | -          | -          | -          | -      | -      | 25   | 1    |
| FCバルセロナB | 通算     | 72         | 2          | -          | -          | -          | -          | -      | -      | 72   | 2    |
| FCバルセロナ  | 2009-10  | 1          | 0          | 1          | 0          | 0          | 0          | 0      | 0      | 2    | 0    |
| FCバルセロナ  | 2010-11  | 6          | 0          | 1          | 0          | 1          | 1          | 0      | 0      | 8    | 1    |
| FCバルセロナ  | 通算     | 7          | 0          | 2          | 0          | 1          | 1          | 0      | 0      | 10   | 1    |
| 通算          | 通算     | 79         | 2          | 2          | 0          | 1          | 1          | 0      | 0      | 82   | 3    |

## タイトル

### クラブ
FCバルセロナ
- リーガ・エスパニョーラ : 2009-10, 2010-11
- コパ・デル・レイ : 2011-12
- スペイン・スーパーカップ : 2011
- UEFAチャンピオンズリーグ : 2010-11
- UEFAスーパーカップ : 2011
- FIFAクラブワールドカップ : 2011

### 代表
U-20スペイン代表
- 地中海競技大会 : 2009